# Куп СР Југославије у рагбију 1999.
Куп СР Југославије у рагбију 1999. је било 7. издање Купа Савезне Републике Југославије у рагбију. 
Трофеј је освојио Партизан..
| Освајач купа Југославије у рагбију 1999. |
| ---------------------------------------- |
| Рагби клуб Партизан 9. трофеј            |